# حكاية المنبوذين
حكاية المنبوذين هي سلسلة مانغا يابانية من تأليف ورسم موكاتو هوشينو. صدرت في الفترة من أغسطس 2019 حتى أبريل 2021 في مجلة شونن سندي الأسبوعية ومن المقرر تحويلها لمسلسل أنمي من إنتاج آشي برودكشن سيصدر في يناير 2023.